# Drama Queens
Drama Queens (Originaltitel: Les Reines du drame) ist ein französisch-belgischer Musical-Spielfilm von Alexis Langlois aus dem Jahr 2024. Die lesbische Liebesgeschichte von Mimi und Billie wird als Rückblende durch die Augen von Mimis größtem Fan, der Dragqueen Steevy Shady, gespielt von Bilal Hassani, erzählt, wobei die Geschichte im Jahr 2055 spielt.

## Handlung
Im Mittelpunkt steht die Amour fou zwischen zwei Pop-Sängerinnen: Mimi Madamour und Billie Kohler. Die beiden begegnen sich zum ersten Mal als Konkurrentinnen in einer Casting-Show im Jahr 2005. Billie tritt im Butch-Look auf, Mimi hingegen als süßes Darling. Mimi wird ausgewählt und landet mit dem poppigen Song Touche pas (dt. „Nicht anfassen“) einen großen Pop-Hit, während Billie abgelehnt wird, im Untergrund und im Punk-Rock Erfolg sucht und mit dem Titel Ich habe dich bis ins Herz gefistet auch findet. Beide entwickeln sich unabhängig voneinander zu Stars, die privat mit Jahre währendem Drama zu kämpfen haben.

## Produktion
Von der ersten Idee bis zum Drehbeginn dauerte die Entwicklung von Drama Queens etwa sechs Jahre. Während der Schreibprozess relativ schnell vonstattenging, bestand die größte Herausforderung darin, die Finanzierung sicherzustellen, da es sich laut Regisseur Alexis Langlois als besonders schwierig erwies, in Frankreich Unterstützung für einen queeren Film zu finden.
Drama Queens enthält starke autobiografische Elemente, wobei die Figur der Dorothy als Spiegelbild der eigenen Reise des Regisseurs als queerer Filmemacher in der Filmindustrie dient. Ausgehend von persönlichen Erfahrungen mit Ausgrenzung und Diskriminierung als queerer Künstler aus der Arbeiterklasse in Paris, lässt Langlois die Frustrationen im Kampf mit Geldgebern während der Produktion des Kurzfilms Terror, Sisters! (2019) und ihre inneren Zweifel in die Erzählung einfließen.
Die Horrorszenen des Films sind von mehreren Filmen und Serien inspiriert, die Regisseur Alexis Langlois als Teenager liebte, darunter Tanz der Teufel, Street Trash, Hexen hexen, The Faculty und Buffy – Im Bann der Dämonen.

### Soundtrack
Alexis Langois hat bereits bei früheren Kurzfilmen mit Rebeka Warior und Yelle zusammengearbeitet. Ihre Band Sexy Sushi war in Frankreich eine der Wegbereiterinnen der Elektromusik. In einem Interview erklärte Alexis Langois: „Verschiedene Komponist:innen haben Musik für den Soundtrack des Films geschrieben: Pierre Desprats, Mona Soyoc von KaS Product und Louise Bsx. Für mich war es wichtig, mit verschiedenen Künstler:innen unterschiedlichen Alters und unterschiedlicher Stilrichtungen zu arbeiten.“

## Veröffentlichung
Der Film feierte am 18. Mai 2024 seine internationale Premiere auf den Internationalen Filmfestspielen von Cannes und war dort für die Queer Palm nominiert. Drama Queens war ebenso für den Louis-Delluc-Preis als Bestes Erstlingswerk nominiert. Drama Queens wurde auf mehreren Festivals weltweit gezeigt, darunter dem Festival do Rio, dem London Film Festival und dem Internationalen Filmfestival Thessaloniki.
Am 27. November 2024 kam Drama Queens in die französischen Kinos. Am 7. August 2025 erfolgte der deutsche Kinostart.

## Rezeption
Kira Tszman schrieb im Filmdienst: „Trotz aller Exzentrik erweist sich Stevie als ideale Erzählerfigur – mit umfassender Kenntnis von Mimis Leben und Karriere. So knallbunt, grell und überkandidelt wie Stevie ist der ganze Film in seiner Mischung aus Mockumentary und Musical, Soap Opera und Melodram. […] Der Debütfilm von Regisseur Alexis Langlois gönnt weder den Figuren noch den Zuschauern eine Atempause. Alles ist laut, camp und trashy; schnelle Schnitte und Stroboskop-Licht bilden die visuelle Kulisse zu dem musikalischen Feuerwerk.“
Nadine Lange erklärte im Tagesspiegel: „Falls der 1989 geborene Langlois vorhatte, eine Hommage an Vorbilder wie Jacques Demy, Vincente Minnelli und Chantal Akerman zu drehen, die deren Musicals in Sachen Campness übertrifft, ist er gescheitert. Denn dafür ist sein Werk zu wenig nuanciert im Ton und zu unbarmherzig im Blick auf seine Figuren. Irritierend wirkt zudem sein Versuch der Kritik an stereotypen Weiblichkeitsinszenierungen, der unter anderem darin mündet, dass sich sowohl Billie als auch ein durchgeknallter Superfan (Bilal Hassani) in groteske Mimi-Kopien verwandeln.“
Andreas Köhnemann stellte in Sissy folgendes fest: „Louiza Aura und Gio Ventura verkörpern das in den Hauptrollen mit absoluter Hingabe. „Drama Queens“ ist zugleich laut und romantisch, kinky und süß, over the top und voller Wahrhaftigkeit. Ein Film, der die unbegrenzten Möglichkeiten des Musicalgenres genüsslich auszukosten versteht.“